# Krokett (labdajáték)

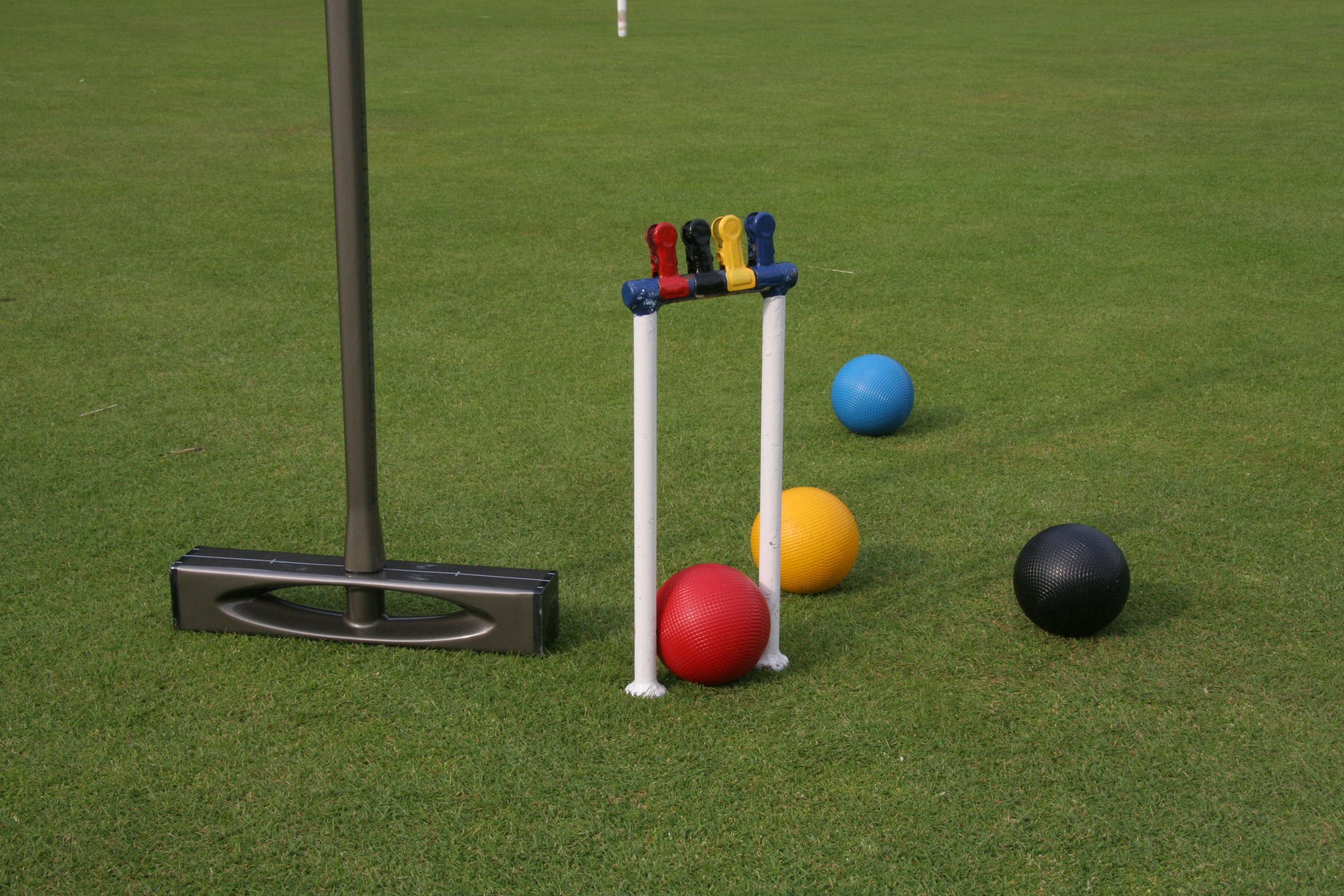
Modern krokettfelszerelés

A krokett (elterjedt franciás írásmóddal croquet), elsősorban Franciaországban és az angolajkú országokban elterjedt labdajáték illetve sportág, melyben a játékosok arra törekednek, hogy adott rendben elhelyezett 6-10 darab 20-30 centiméteres kapun minél kevesebb ütéssel juttassanak át egy fakalapács segítségével egy fagolyót. A krokettet többnyire nagyjából 30 × 40 méteres, sík, füves pályán játsszák.

## Története
Ez a sportág csak egyetlen alkalommal, a párizsi 1900. évi nyári olimpiai játékokon volt olimpiai versenyszám.